# Gesichter der Demokratie

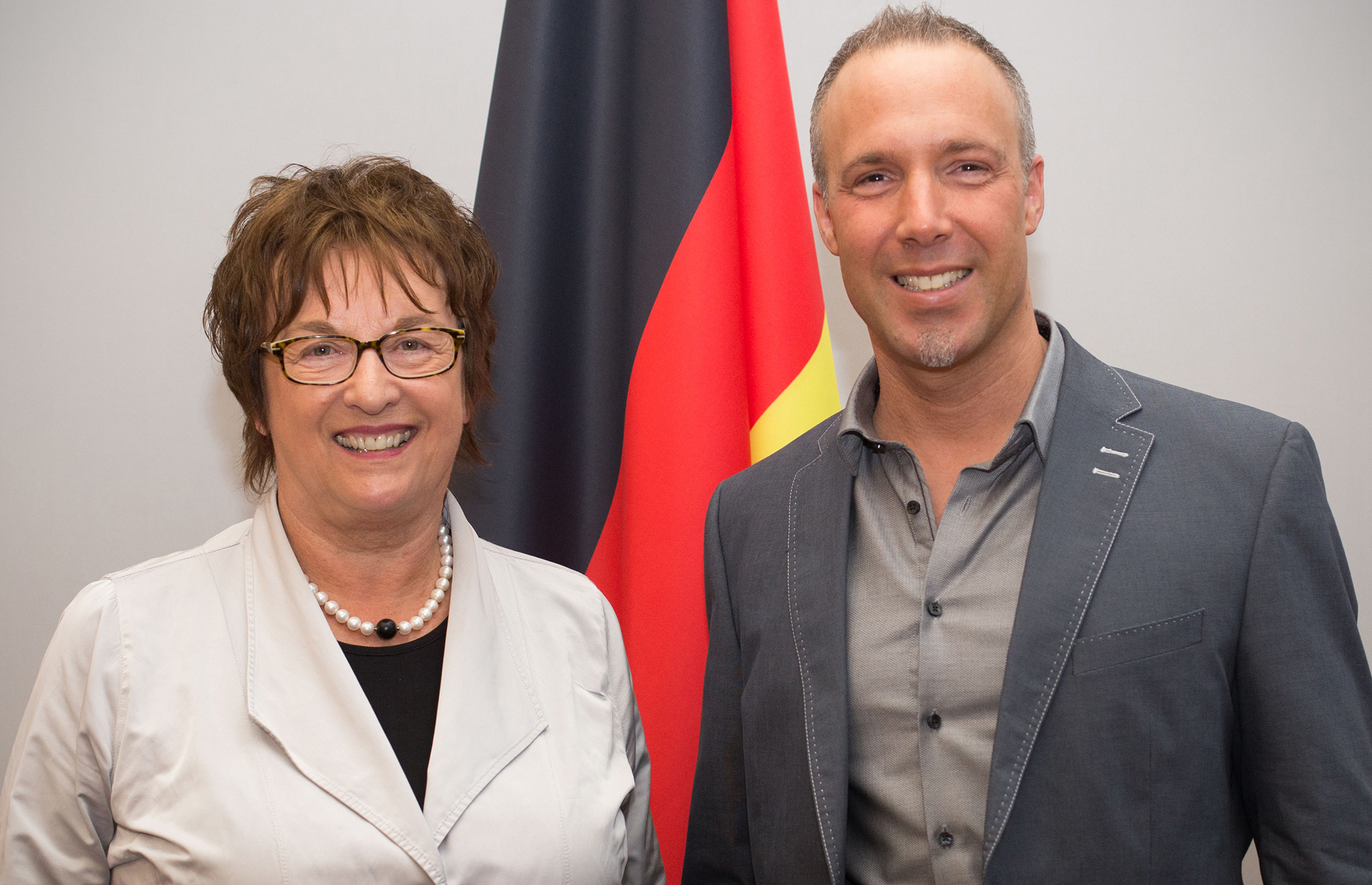
Brigitte Zypries, Bundesministerin für Wirtschaft und Energie a. D. und Sven Lilienström, Gründer der Initiative Gesichter der Demokratie im Januar 2018 in Berlin

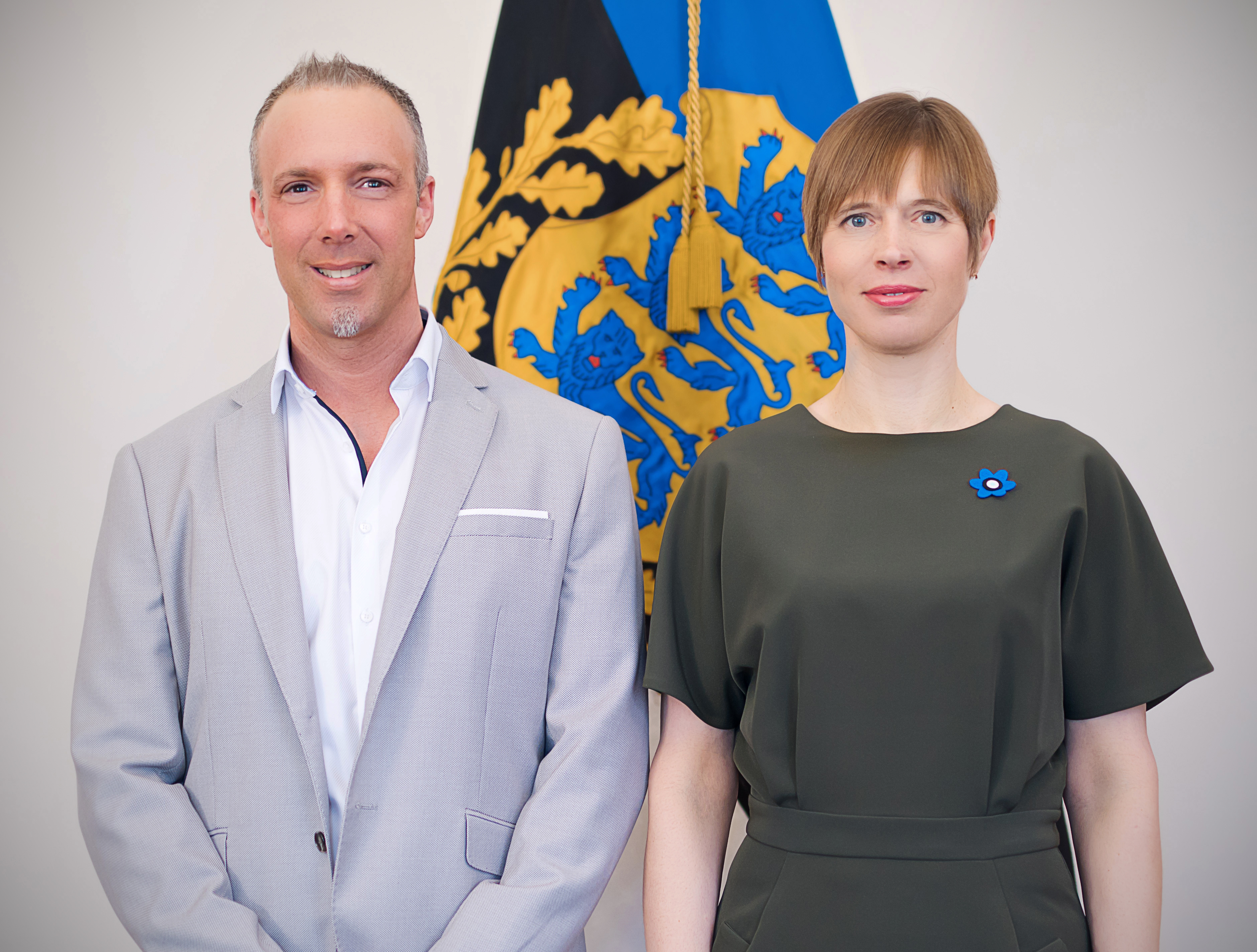
Die Initiative Gesichter der Demokratie zu Besuch bei Estlands Staatspräsidentin Kersti Kaljulaid in Tallinn

Gesichter der Demokratie (englisch: "Faces of Democracy") ist eine parteiunabhängige Initiative, die im Februar 2017 in Kaarst gegründet wurde. Ziel der Initiative ist es, ein Zeichen zum Schutz und zur Stärkung von Demokratie, Pluralismus und Pressefreiheit zu setzen und auf die zunehmenden Gefahren von Protektionismus und partiellem Nationalismus aufmerksam zu machen. Als friedensförderndes Äquivalent gaben die Organisatoren am 11. September 2019 den Start der Initiative Gesichter des Friedens (englisch: "Faces of Peace") bekannt.

## Unterzeichner
Seit Gründung der Initiative Gesichter der Demokratie haben über 250.000 Menschen weltweit (Stand: September 2018) die Onlineselbstverpflichtung zur Stärkung der demokratisch-zivilgesellschaftlichen Grundwerte unterzeichnet. Dabei stammt der Großteil der Unterzeichner aus Deutschland oder aus dem deutschsprachigen Raum.

## Öffentliche Wahrnehmung
Mediale Aufmerksamkeit erhält die Initiative durch prominente Interviewpartner – darunter EU-Kommissionspräsident Jean-Claude Juncker, SPD-Kanzlerkandidat Martin Schulz, Bundesminister Heiko Maas, der Präsident des ifo Instituts, Clemens Fuest, der Präsident des Bundesverfassungsgerichts, Andreas Voßkuhle und Doku-Soap-Star Daniela Katzenberger. Im Rahmen des Schüler-Projekts „Wir sind die Demokratie“ hat die Initiative Gesichter der Demokratie im Oktober 2018 mit sieben Schülerinnen und Schülern der Q2/Jahrgangsstufe 12 des Albert-Einstein-Gymnasiums in Kaarst über Demokratie, Populismus und soziale Netzwerke gesprochen. Anfang 2019 lud NRW-Bildungsministerin Yvonne Gebauer die beteiligten Schülerinnen und Schüler zum Interview ins Ministerium für Schule und Bildung des Landes Nordrhein-Westfalen ein.